# Les reines del camp
Les reines del camp (títol original en francès, Une belle équipe) és una pel·lícula de comèdia francesa de 2020, dirigida per Mohamed Hamidi. S'ha doblat al valencià per a À Punt.
Titulada inicialment Les footeuses, la pel·lícula es va rodar en part a Vitry-en-Artois, i el nom del poble evoca Courrières, totes dues ciutats situades al Pas de Calais.
La pel·lícula va durar set setmanes als cinemes i va acumular 327.489 espectadors.

## Repartiment
- Kad Merad: Marco
- Alban Ivanov: Mimil
- Céline Sallette: Stéphanie
- Sabrina Ouazani: Sandra
- Laure Calamy: Catherine Guerrin
- Guillaume Gouix: Franck
- André Wilms: Papy
- Myra Tyliann: Léa
- Manika Auxire: Cindy
- Marion Mezadorian: Christelle
- Alexandra Roth: Jessica
- Frédéric Pellegeay: Michel Guerrin
- David Salles
- Oscar Copp: Greg
- Dan Herzberg: Christian